# Jake Cohen
Jacob Greer "Jake" Cohen (Bryn Mawr, Pensilvania, 25 de septiembre de 1990) es un jugador de baloncesto estadounidense nacionalizado israelí, que pertenece a la plantilla del Maccabi Tel Aviv B.C. de la Ligat Winner. Con 2,08 metros de estatura, juega indistintamente en las posiciones de ala-pívot o pívot.

## Trayectoria deportiva

### Universidad
Jugó cuatro temporadas con los Wildcats del Davidson College, en las que promedió 13,7 puntos, 5,7 rebotes, 1,1 asistencias y 1,5 tapones por partido. En su primera temporada fue elegido por la prensa como mejor novato de la SoCon, mientras que en las dos últimas fue incluido en el mejor quinteto de la conferencia y además elegido por prensa y entrenadores Jugador del Año.

### Profesional
Tras no ser elegido en el Draft de la NBA de 2013, disputó con Phoenix Suns las Ligas de Verano de la NBA. En el mes de julio firmó contrato por cuatro temporadas con el Maccabi Tel Aviv, Jugó 14 partidos, en los que promedió 3,5 puntos y 1,2 rebotes, marchándose cedido mediada la temporada al Maccabi Rishon Lezion, donde disputó otros 14 encuentros hasta final de temporada, promediando 10,9 puntos y 5,0 rebotes.
Regresó al club de Tel Aviv en la temporada 2014-15, en la que acabó promediando 7,8 puntos y 4,2 rebotes por partido. En agosto de 2015 fue cedido por el equipo macabeo por una temporada al Aris Salónica BC de la A1 Ethniki griega. Disputó la liga y la Eurocup, promediando entre ambas competiciones 6,0 puntos y 3,3 rebotes por partido.
En julio de 2016 regresó a la liga de Israel para fichar por el Maccabi Ashdod.
En la temporada 2020-21, se marcha a España para jugar en las filas del Obradoiro de la Liga Endesa.
El 5 de julio de 2021, regresa al Maccabi Tel Aviv B.C. de la Ligat Winner.

### Selección nacional
En septiembre de 2022 disputó con el combinado absoluto israelí el EuroBasket 2022, finalizando en decimoséptima posición.